# Nevermore (album)
A Nevermore című album az amerikai Nevermore power/thrash metal együttes első nagylemeze, amely 1995-ben jelent meg a Century Media kiadó gondozásában. Az album dalait két részletben vették fel, így fele-fele arányban Van Williams és a korábbi dobos Mark Arrington játszanak a lemezen.
Seattle-i származása ellenére az együttes nem csatlakozott az 1990-es évek elején a városból indult grunge mozgalomhoz, hanem a Nevermore elődzenekarának számító Sanctuary nyomdokán haladva, a trendekkel szembe menő komplex power/thrash metal anyagot készítettek. Ennek is köszönhető, hogy a multinacionális Epic Records helyett az egyik legerősebb független metalkiadó, a Century Media jelentette meg végül a debütáló Nevermore albumot.
2006. szeptember 11-én a Century Media remasterelt változatban újra megjelentette az albumot a  What Tomorrow Knows című dalhoz forgatott videóklippel, és öt bónusz dallal kiegészítve, amelyek korábban hivatalosan nem kerültek kiadásra.

## Az album dalai
Az összes dalszöveg szerzője Warrel Dane énekes, az összes szám szerzője a Nevermore.
1. What Tomorrow Knows – 5:11
2. C.B.F. (Chrome Black Future) – 6:02
3. The Sanity Assassin – 6:21
4. Garden of Gray – 4:48
5. Sea of Possibilities – 4:18
6. The Hurting Words – 6:17
7. Timothy Leary – 5:12
8. Godmoney – 4:43

### 2006-os újrakiadás bónuszai
Bónusz dalok
1. The System's Failing – 3:35
2. The Dreaming Mind (Demo 1992) – 3:57
3. World Unborn (Demo 1992) – 3:58
4. Chances Three (Demo 1992) – 2:49
5. Utopia (Demo 1992) – 4:42

Bónusz video
- What Tomorrow Knows

## Közreműködők
- Warrel Dane – ének
- Jeff Loomis – gitár
- Jim Sheppard – basszusgitár
- Mark Arrington – dobok (1, 4, 6, 8)
- Van Williams – dobok (2, 3, 5, 7)

## Külső hivatkozások
- Nevermore hivatalos honlap Archiválva 2005. augusztus 15-i dátummal a Wayback Machine-ben
- Nevermore a MySpace-en
- Nevermore a Last.fm-en